# Калугарениј Ној (Ботошани)
Калугарениј Ној (рум. Călugărenii Noi) насеље је у Румунији у округу Ботошани у општини Унгурени. Oпштина се налази на надморској висини од 110 m.

## Становништво
Према подацима из 2002. године у насељу је живело 451 становника, од којих су сви румунске националности.